# Mejicano (1786)
El Mejicano (a veces escrito Mexicano) fue un navío de línea español de 112 cañones que prestó servicio en la Armada Española desde su fecha de botadura de 1786 hasta que fue vendido en Ferrol en 1815. Su nombre de advocación era San Hipólito. Se construyó según el proyecto de Romero Landa y pertenecía a la serie de los Santa Ana.

## Construcción
Se construyó siguiendo el proyecto de los Santa Ana, siendo los siguientes 8 navíos pertenecientes a tal serie: Santa Ana, el primero y el que da nombre a la serie, Mejicano, Conde de Regla, Salvador del Mundo, Real Carlos, San Hermenegildo, Reina María Luisa y Príncipe de Asturias.
A su entrega contaba con 30 cañones de 36 libras en la primera batería, en la segunda batería 32 cañones de 24 libras, en la tercera batería 32 cañones de 12 libras, en el alcázar 12 cañones de 8 libras y finalmente en el castillo de proa 6 cañones de 8 libras. Sus dimensiones eran de una eslora de 210 pies de burgos, una manga de 58 pies y un puntal de 27 pies y 6 pulgadas.
Se construyó en menos de 11 meses y su precio fue de 328 000 pesos, sufragado enteramente por el donativo franqueado por el Cabildo de México además de varios particulares como regalo al rey, tomando por ello su nombre.

## Historial
En el viaje que realizó desde La Habana hasta Ferrol, realizó pruebas en la mar bajo el mando de Miguel Félix de Goycoechea sin 80 cañones en las tres baterías y dando como resultado que era suave de cabeza y con bastante aguante de vela.
El 14 de febrero de 1797 participó en la Batalla del Cabo de San Vicente al mando del Capitán de bandera Francisco de Herrera y cuya escuadra estaba bajo el mando del Jefe de Escuadra José de Córdova y Ramos. En total sufrió 25 muertos contando con la del propio capitán Francisco Herrera, además de 46 heridos graves.
Quedó arrumbado en Ferrol, falto de carena fue vendido para desguace en 1815.